# Eduardo Estéban Tejeda
Eduardo Estéban Tejeda (* 25. Mai 1923 in Buenos Aires) ist ein argentinischer Komponist.
Nach dem Studium bei Gilardo Gilardi, Luis Gianneo, Jacobo Ficher und Francisco Kröpfl lebte Tejeda als freischaffender Komponist in Buenos Aires.
Neben Orchesterwerken, darunter eine Ouvertüre, eine Serenade und ein Stück für 106 Instrumente komponierte er Werke in kammermusikalischer Besetzung, eine Kantate sowie Filmmusiken.